# Les Planes (Pallejà)
Les Planes és una muntanya de 267 metres que es troba al municipi de Pallejà, a la comarca del Baix Llobregat, d'on n'és una de les altituds més remarcables.